# Новодугинский район
Новодугинский район — административно-территориальная единица (район) и муниципальное образование (муниципальный район) в северо-восточной части Смоленской области России.
Административный центр — село Новодугино.

## География
Граничит с Холм-Жирковским, Вяземским, Гагаринским и Сычёвским районами, а также Тверской областью. Площадь территории — 1922 км².

## История

### XIX век
Первое упоминание о существовании посёлка прозвучало в документе от 3 декабря 1887 года, в котором начальник Смоленского почтово-телеграфного округа, говоря о неисправности дорог и мостов, называет и станцию Дугино. Происхождение названия станции связано с тем, что дорога, связывающая два уездных города Вязьму и Сычёвку, дугой вдавилась в сторону имения князя Мещерского.
В 1887 году на станции были построены деревянный вокзал, две путевые будки и казарма, в которой проживали путевые обходчики, мастера и бригадиры. Несколько позднее начал работать кирпичный завод князя Мещерского. Рядом с вокзалом находился лесосклад. На улице Моисеенко стоял дом купца Бобихина, который вёл скупку у помещиков лесных делянок и поставлял лес и дрова в Москву, Ржев, Торжок и другие города. Купец содержал трактир и постоялый двор. Из Новодугино на рынок поставлялись также сено, кирпич и лён

### XX век
Усадьбы, парки, церкви возводились руками крестьян. Гнёт, неравноправие, эксплуатация со стороны помещиков всё больше и больше давали о себе знать. Крестьяне активно вступали в борьбу против помещиков, особенно крестьянский гнев и недовольство проявились в период революции 1905—1907 годов.
Великая Октябрьская революция положила новую страницу в летописи посёлка Новодугино и его окрестностей. В ноябре 1917 года крестьяне деревень Слизнево, Рябинки, Изосимиха, Семенчиха в посёлке провели митинг солидарности победе социалистической революции. В посёлке Новодугино был создан Совет. 1 июня 1929 года в селе Липецы состоялся организационный съезд Советов Липецкой и Тесовской волостей, на котором было принято решение об объединении данных волостей в единый Новодугинский район. Первым председателем исполнительного районного комитета была Пелагея Николаевна Крылова, старожилы района тепло отзывались о первом председателе исполкома райсовета, которая много сделала по созданию и укреплению колхозов, по строительству и благоустройству посёлка.
За годы Советской власти и особенно после образования района неузнаваемо изменился облик посёлка Новодугино. Строились административные здания, учреждения здравоохранения и культуры, жилые дома. Однако мирный труд советских людей прервало вероломное нападение немецко-фашистских захватчиков на нашу страну. В день начала войны 22 июня 1941 года, в Новодугино проходила сессия райсовета, на которой обсуждались итого весеннего сева. 16 августа 1941 года фашисты сбросили на село первые бомбы. 7 октября гитлеровцы ворвались в село. В период оккупации село почти полностью было стёрто с лица земли. Ущерб, нанесённый селу, превысил 500 тысяч рублей, сожжено и убито около 400 мирных жителей. До войны в районе проживало 129 348 человек [источник?], в настоящее время чуть больше 14 тысяч. Из Новодугинского района в 1941 году на фронт ушли 7643 человека. Свыше 5 тысяч воинов и партизан из Новодугинского и вошедшего в его состав Андреевского района домой не вернулись. Об этом сказано в «Книге Памяти», в ней названы все поимённо, кто отдал свою жизнь в борьбе с фашистскими захватчиками за свободу и независимость своей Родины.
25 марта 1961 года к Новодугинскому району была присоединена часть территории упразднённого Днепровского района, а 21 августа 1961 года — часть территории упразднённого Тумановского района.

## Церкви района
При Борисе Годунове в 1600 году в селе Липецы строят храм «Преображения Господня». При царе Алексее, отце Петра I, в 1660 году возвели Григорьевскую церковь в Слизневе. При Елизавете Петровне в 1760 году построена в Милюкове Никольская церковь с приделом во имя апостола Иоанна богослова, ограда с воротами и башнями. В царствование Екатерины II возводится церковь Спаса в Тесове в 1777 году. В 1793 году тоже во времена Екатерины возводится в Торбееве Вознесенская церковь, а в 1795 году — Преображенская в Спасе на Днепре. В 80-е годы XVIII века в Зилове построена церковь Святого духа. В 1800 году при Павле I построена Успенская церковь в селе Побуха (Побухово Высоковского). В 30-е годы XIX века в Ильюшкине возведена Одигитриевская церковь. В середине XIX века построена Преображенская церковь в Мольгино: в 1858 году при Александре II, в селе Спас построена Спасо-Преображенская церковь; а при Александре III, в 1888 году — Покровская в Княжино. В 1913 году в Извекове построили Казанскую церковь.
В Григорьевском (сохранились и усадебные постройки, парк, церковь), в болшево, в Высоком церковь Богородицы Тихвинской по проекту известного архитектора Н. Бенуа и другие, ведь всего в Сычевском уезде было 55 церквей (из них 21 деревянная). Сейчас в нашем районе 6 действующих церквей: в Липецах, Княжино, Тесове, Милюкове, Спасе, Извекове. В 1996 году открылся молитвенный дом прихода в честь Владимирской иконы Божьей Матери в посёлке Новодугино, в бывшем здании историко-краеведческого музея. В настоящее время в посёлке строится храм.

## Население
| 1939   | 1945    | 2002    | 2009    | 2010    | 2011    | 2012    | 2013  | 2014  |
| ------ | ------- | ------- | ------- | ------- | ------- | ------- | ----- | ----- |
| 34 000 | ↘26 000 | ↘11 860 | ↘10 600 | ↘10 590 | ↘10 423 | ↘10 228 | ↘9970 | ↘9725 |
| 2015   | 2016    | 2017    | 2018    | 2019    | 2020    | 2021    | 2024  |       |
| ↘9603  | ↘9460   | ↘9278   | ↘9099   | ↘8990   | ↘8853   | ↘7547   | ↘7059 |       |

### Национальный состав
По итогам переписи населения 2020 года проживали следующие национальности (национальности менее 0,1 % и другое, см. в сноске к строке «Другие»):
| Национальность | Численность, чел. | Доля     |
| -------------- | ----------------- | -------- |
| Русские        | 7017              | 92,98 %  |
| Украинцы       | 63                | 0,83 %   |
| Белорусы       | 52                | 0,69 %   |
| Цыгане         | 50                | 0,66 %   |
| Таджики        | 40                | 0,53 %   |
| Чеченцы        | 22                | 0,29 %   |
| Татары         | 15                | 0,20 %   |
| Грузины        | 12                | 0,16 %   |
| Армяне         | 10                | 0,13 %   |
| Молдаване      | 9                 | 0,12 %   |
| Другие         | 257               | 3,41 %   |
| Итого          | 7547              | 100,00 % |

## Муниципально-территориальное устройство
В муниципальный район входят 5 муниципальных образований со статусом сельских поселений:
| № | Муниципальное образование        | Административный центр | Количество населённых пунктов | Население (чел.) | Площадь (км²) |
| - | -------------------------------- | ---------------------- | ----------------------------- | ---------------- | ------------- |
| 1 | Высоковское сельское поселение   | село Высокое           | 36                            | ↘777             | 231,05        |
| 2 | Днепровское сельское поселение   | село Днепровское       | 66                            | ↘1186            | 728,09        |
| 3 | Извековское сельское поселение   | деревня Извеково       | 46                            | ↘794             | 373,05        |
| 4 | Новодугинское сельское поселение | село Новодугино        | 29                            | ↘3998            | 171,22        |
| 5 | Тёсовское сельское поселение     | село Тёсово            | 41                            | ↘792             | 418,63        |

Законом Смоленской области от 28 мая 2015 года было упразднено Капустинское сельское поселение, все населённые пункты которого включены в Тесовское сельское поселение.

### Населённые пункты
В Новодугинском районе 218 сельских населённых пунктов:
| №   | Населённый пункт        | Тип     | Население | Муниципальное образование        |
| --- | ----------------------- | ------- | --------- | -------------------------------- |
| 1   | Аббакумово              | деревня | 2         | Тёсовское сельское поселение     |
| 2   | Абрамиха                | деревня | 0         | Извековское сельское поселение   |
| 3   | Адуевщина               | деревня | 0         | Извековское сельское поселение   |
| 4   | Азарово                 | деревня | 0         | Днепровское сельское поселение   |
| 5   | Акулово                 | деревня | 0         | Днепровское сельское поселение   |
| 6   | Александрино            | станция | 6         | Высоковское сельское поселение   |
| 7   | Александровское         | деревня | 20        | Извековское сельское поселение   |
| 8   | Аленино                 | деревня | 7         | Днепровское сельское поселение   |
| 9   | Алтухино                | деревня | 0         | Днепровское сельское поселение   |
| 10  | Алхимово                | деревня | 6         | Тёсовское сельское поселение     |
| 11  | Андрониха               | деревня | 3         | Новодугинское сельское поселение |
| 12  | Аносово                 | деревня | 29        | Днепровское сельское поселение   |
| 13  | Аносовского Льнозавода  | посёлок | 12        | Днепровское сельское поселение   |
| 14  | Ануфриевская Слобода    | деревня | 9         | Тёсовское сельское поселение     |
| 15  | Асеково                 | деревня | 8         | Новодугинское сельское поселение |
| 16  | Бабинка                 | деревня | 0         | Извековское сельское поселение   |
| 17  | Балаево                 | деревня | 0         | Новодугинское сельское поселение |
| 18  | Безымянка               | деревня | 3         | Днепровское сельское поселение   |
| 19  | Белоусово               | деревня | 1         | Тёсовское сельское поселение     |
| 20  | Блиново                 | деревня | 3         | Тёсовское сельское поселение     |
| 21  | Боково                  | деревня | 7         | Извековское сельское поселение   |
| 22  | Болтилово               | деревня | 3         | Тёсовское сельское поселение     |
| 23  | Болшево                 | деревня | 131       | Днепровское сельское поселение   |
| 24  | Брюхачиха               | деревня | 8         | Извековское сельское поселение   |
| 25  | Бубново                 | деревня | 0         | Высоковское сельское поселение   |
| 26  | Бубны                   | деревня | 0         | Днепровское сельское поселение   |
| 27  | Бунаково                | деревня | 6         | Высоковское сельское поселение   |
| 28  | Бурцево                 | деревня | 315       | Новодугинское сельское поселение |
| 29  | Быково                  | деревня | 15        | Тёсовское сельское поселение     |
| 30  | Варварино               | деревня | 0         | Извековское сельское поселение   |
| 31  | Василево                | деревня | 0         | Днепровское сельское поселение   |
| 32  | Васьково                | деревня | 2         | Новодугинское сельское поселение |
| 33  | Васютники               | деревня | 17        | Высоковское сельское поселение   |
| 34  | Воейково                | деревня | 17        | Извековское сельское поселение   |
| 35  | Высоково                | деревня | 5         | Извековское сельское поселение   |
| 36  | Высокое                 | деревня | 0         | Извековское сельское поселение   |
| 37  | Высокое                 | село    | 446       | Высоковское сельское поселение   |
| 38  | Вязовец                 | деревня | 0         | Днепровское сельское поселение   |
| 39  | Гармоново               | деревня | 1         | Извековское сельское поселение   |
| 40  | Головино                | деревня | 2         | Тёсовское сельское поселение     |
| 41  | Головково               | деревня | 3         | Извековское сельское поселение   |
| 42  | Гольнево                | деревня | 49        | Тёсовское сельское поселение     |
| 43  | Горки                   | деревня | 5         | Высоковское сельское поселение   |
| 44  | Городня                 | деревня | 33        | Извековское сельское поселение   |
| 45  | Городок                 | деревня | 3         | Днепровское сельское поселение   |
| 46  | Горожанское             | деревня | 0         | Днепровское сельское поселение   |
| 47  | Григорьевское           | деревня | 166       | Извековское сельское поселение   |
| 48  | Гришково                | деревня | 10        | Высоковское сельское поселение   |
| 49  | Дедюрево                | деревня | 34        | Тёсовское сельское поселение     |
| 50  | Дерново                 | деревня | 1         | Извековское сельское поселение   |
| 51  | Дикое                   | деревня | 3         | Днепровское сельское поселение   |
| 52  | Днепровское             | село    | 757       | Днепровское сельское поселение   |
| 53  | Дом Отдыха Александрино | посёлок | 198       | Высоковское сельское поселение   |
| 54  | Домашенка               | деревня | 34        | Днепровское сельское поселение   |
| 55  | Дуботерово              | деревня | 0         | Новодугинское сельское поселение |
| 56  | Дубровка                | деревня | 1         | Тёсовское сельское поселение     |
| 57  | Екатеринки              | деревня | 4         | Высоковское сельское поселение   |
| 58  | Екатериновка            | деревня | 44        | Тёсовское сельское поселение     |
| 59  | Ершинино                | деревня | 0         | Высоковское сельское поселение   |
| 60  | Ершово                  | деревня | 6         | Высоковское сельское поселение   |
| 61  | Жегулино                | деревня | 2         | Днепровское сельское поселение   |
| 62  | Жемулькино              | деревня | 4         | Извековское сельское поселение   |
| 63  | Забелино                | деревня | 1         | Тёсовское сельское поселение     |
| 64  | Заболонье               | деревня | 0         | Тёсовское сельское поселение     |
| 65  | Заднее                  | деревня | 3         | Новодугинское сельское поселение |
| 66  | Задняя Пустошка         | деревня | 3         | Извековское сельское поселение   |
| 67  | Замошье                 | деревня | 17        | Высоковское сельское поселение   |
| 68  | Зилово                  | деревня | 19        | Днепровское сельское поселение   |
| 69  | Зубцово                 | деревня | 12        | Новодугинское сельское поселение |
| 70  | Ивановское              | деревня | 104       | Днепровское сельское поселение   |
| 71  | Ивановское              | деревня | 0         | Извековское сельское поселение   |
| 72  | Игнатиха                | деревня | 0         | Днепровское сельское поселение   |
| 73  | Игнатково               | деревня | 6         | Тёсовское сельское поселение     |
| 74  | Извеково                | деревня | 180       | Извековское сельское поселение   |
| 75  | Изосимиха               | деревня | 8         | Новодугинское сельское поселение |
| 76  | Ильюшкино               | деревня | 3         | Днепровское сельское поселение   |
| 77  | Казарево                | деревня | 1         | Тёсовское сельское поселение     |
| 78  | Калыгино                | деревня | 11        | Высоковское сельское поселение   |
| 79  | Каменец                 | деревня | 3         | Извековское сельское поселение   |
| 80  | Камышкино               | деревня | 1         | Днепровское сельское поселение   |
| 81  | Капустино               | деревня | 135       | Тёсовское сельское поселение     |
| 82  | Караваево               | деревня | 38        | Днепровское сельское поселение   |
| 83  | Карцево                 | деревня | 5         | Новодугинское сельское поселение |
| 84  | Ключеиха                | деревня | 11        | Высоковское сельское поселение   |
| 85  | Княжино                 | деревня | 133       | Новодугинское сельское поселение |
| 86  | Кожаново                | деревня | 12        | Днепровское сельское поселение   |
| 87  | Кожино                  | деревня | 7         | Тёсовское сельское поселение     |
| 88  | Коленово                | деревня | 10        | Новодугинское сельское поселение |
| 89  | Копариха                | деревня | 18        | Новодугинское сельское поселение |
| 90  | Коптево                 | деревня | 37        | Высоковское сельское поселение   |
| 91  | Копытово                | деревня | 0         | Днепровское сельское поселение   |
| 92  | Корнево                 | деревня | 1         | Новодугинское сельское поселение |
| 93  | Корнеево                | деревня | 28        | Днепровское сельское поселение   |
| 94  | Коробаново              | деревня | 2         | Извековское сельское поселение   |
| 95  | Коробово                | деревня | 19        | Днепровское сельское поселение   |
| 96  | Коротнево               | деревня | 7         | Высоковское сельское поселение   |
| 97  | Котово                  | деревня | 7         | Новодугинское сельское поселение |
| 98  | Кочаново                | деревня | 2         | Извековское сельское поселение   |
| 99  | Кочерово                | деревня | 2         | Днепровское сельское поселение   |
| 100 | Крупениха               | деревня | 6         | Днепровское сельское поселение   |
| 101 | Кужнино                 | деревня | 5         | Извековское сельское поселение   |
| 102 | Кузнецово               | деревня | 36        | Днепровское сельское поселение   |
| 103 | Кузьмино                | деревня | 1         | Днепровское сельское поселение   |
| 104 | Кулешовка               | деревня | 5         | Высоковское сельское поселение   |
| 105 | Кулигино                | деревня | 25        | Новодугинское сельское поселение |
| 106 | Курбатово               | деревня | 2         | Тёсовское сельское поселение     |
| 107 | Куркино                 | деревня | 3         | Новодугинское сельское поселение |
| 108 | Курцево                 | деревня | 0         | Высоковское сельское поселение   |
| 109 | Лашкино                 | деревня | 7         | Тёсовское сельское поселение     |
| 110 | Лашутиха                | деревня | 0         | Днепровское сельское поселение   |
| 111 | Леоново                 | деревня | 0         | Днепровское сельское поселение   |
| 112 | Леуздово                | деревня | 16        | Днепровское сельское поселение   |
| 113 | Липецы                  | деревня | 294       | Извековское сельское поселение   |
| 114 | Лопаково                | деревня | 3         | Тёсовское сельское поселение     |
| 115 | Лукино                  | деревня | 42        | Извековское сельское поселение   |
| 116 | Льнозавода              | посёлок | 152       | Извековское сельское поселение   |
| 117 | Любуша                  | деревня | 0         | Новодугинское сельское поселение |
| 118 | Лядо                    | деревня | 1         | Извековское сельское поселение   |
| 119 | Ляпуново                | деревня | 0         | Днепровское сельское поселение   |
| 120 | Мальцево                | деревня | 77        | Днепровское сельское поселение   |
| 121 | Марково                 | деревня | 7         | Высоковское сельское поселение   |
| 122 | Марково                 | деревня | 2         | Тёсовское сельское поселение     |
| 123 | Марьино                 | деревня | 4         | Извековское сельское поселение   |
| 124 | Медведки                | деревня | 40        | Извековское сельское поселение   |
| 125 | Мельниково              | деревня | 14        | Высоковское сельское поселение   |
| 126 | Милюково                | деревня | 4         | Тёсовское сельское поселение     |
| 127 | Минино                  | деревня | 31        | Тёсовское сельское поселение     |
| 128 | Михалевка               | деревня | 2         | Высоковское сельское поселение   |
| 129 | Мозжерово               | деревня | 30        | Высоковское сельское поселение   |
| 130 | Мольгино                | деревня | 47        | Извековское сельское поселение   |
| 131 | Мольно                  | деревня | 45        | Днепровское сельское поселение   |
| 132 | Морхачево               | деревня | 7         | Высоковское сельское поселение   |
| 133 | Мысово                  | деревня | 20        | Высоковское сельское поселение   |
| 134 | Насоново                | деревня | 2         | Высоковское сельское поселение   |
| 135 | Нероново                | деревня | 15        | Днепровское сельское поселение   |
| 136 | Никитиха                | деревня | 25        | Новодугинское сельское поселение |
| 137 | Никольская Слобода      | деревня | 29        | Тёсовское сельское поселение     |
| 138 | Никольское              | деревня | 2         | Высоковское сельское поселение   |
| 139 | Никулинка               | деревня | 0         | Днепровское сельское поселение   |
| 140 | Новая                   | деревня | 2         | Извековское сельское поселение   |
| 141 | Новодугино              | село    | 3839      | Новодугинское сельское поселение |
| 142 | Новое Камынино          | деревня | 0         | Днепровское сельское поселение   |
| 143 | Новое Лысково           | деревня | 0         | Днепровское сельское поселение   |
| 144 | Одноруково              | деревня | 19        | Тёсовское сельское поселение     |
| 145 | Панское                 | деревня | 2         | Днепровское сельское поселение   |
| 146 | Паршино                 | деревня | 0         | Днепровское сельское поселение   |
| 147 | Паршуково               | деревня | 0         | Днепровское сельское поселение   |
| 148 | Пашечкино               | деревня | 3         | Извековское сельское поселение   |
| 149 | Перчиха                 | деревня | 41        | Новодугинское сельское поселение |
| 150 | Першино                 | деревня | 3         | Извековское сельское поселение   |
| 151 | Петровская Слобода      | деревня | 103       | Тёсовское сельское поселение     |
| 152 | Петровское              | деревня | 6         | Извековское сельское поселение   |
| 153 | Печеничено              | деревня | 121       | Днепровское сельское поселение   |
| 154 | Подовражное             | деревня | 10        | Новодугинское сельское поселение |
| 155 | Полютиха                | деревня | 7         | Извековское сельское поселение   |
| 156 | Попляскино              | деревня | 0         | Высоковское сельское поселение   |
| 157 | Поплясуха               | деревня | 0         | Тёсовское сельское поселение     |
| 158 | Поповка                 | деревня | 3         | Извековское сельское поселение   |
| 159 | Постниково              | деревня | 0         | Днепровское сельское поселение   |
| 160 | Починки                 | деревня | 0         | Днепровское сельское поселение   |
| 161 | Приказники              | деревня | 10        | Извековское сельское поселение   |
| 162 | Пустошка                | деревня | 21        | Извековское сельское поселение   |
| 163 | Пятерниково             | деревня | 0         | Извековское сельское поселение   |
| 164 | Решетниково             | деревня | 2         | Тёсовское сельское поселение     |
| 165 | Ржавец                  | деревня | 2         | Извековское сельское поселение   |
| 166 | Родино                  | деревня | 18        | Высоковское сельское поселение   |
| 167 | Рябинки                 | деревня | 232       | Новодугинское сельское поселение |
| 168 | Савино                  | деревня | 0         | Днепровское сельское поселение   |
| 169 | Самоскли                | деревня | 0         | Тёсовское сельское поселение     |
| 170 | Санники                 | деревня | 25        | Высоковское сельское поселение   |
| 171 | Свакино                 | деревня | 8         | Тёсовское сельское поселение     |
| 172 | Свозки                  | деревня | 3         | Тёсовское сельское поселение     |
| 173 | Севальниха              | деревня | 6         | Высоковское сельское поселение   |
| 174 | Селище                  | деревня | 185       | Новодугинское сельское поселение |
| 175 | Сельцо                  | деревня | 0         | Днепровское сельское поселение   |
| 176 | Семенково               | деревня | 8         | Днепровское сельское поселение   |
| 177 | Семенчиха               | деревня | 13        | Новодугинское сельское поселение |
| 178 | Слепцово                | деревня | 9         | Днепровское сельское поселение   |
| 179 | Слизнево                | деревня | 27        | Новодугинское сельское поселение |
| 180 | Сносное                 | деревня | 0         | Извековское сельское поселение   |
| 181 | Соврасово               | деревня | 0         | Днепровское сельское поселение   |
| 182 | Соколово                | деревня | 3         | Тёсовское сельское поселение     |
| 183 | Спас                    | деревня | 0         | Днепровское сельское поселение   |
| 184 | Старое Камынино         | деревня | 10        | Днепровское сельское поселение   |
| 185 | Старое Лысково          | деревня | 2         | Днепровское сельское поселение   |
| 186 | Степанково              | деревня | 6         | Днепровское сельское поселение   |
| 187 | Сумароково              | деревня | 0         | Днепровское сельское поселение   |
| 188 | Сычево                  | деревня | 0         | Высоковское сельское поселение   |
| 189 | Татарка                 | деревня | 206       | Тёсовское сельское поселение     |
| 190 | Телицы                  | деревня | 0         | Тёсовское сельское поселение     |
| 191 | Телюкино                | деревня | 21        | Извековское сельское поселение   |
| 192 | Тёсово                  | село    | 462       | Тёсовское сельское поселение     |
| 193 | Тишино                  | деревня | 0         | Днепровское сельское поселение   |
| 194 | Томилиха                | деревня | 10        | Новодугинское сельское поселение |
| 195 | Торбеево                | деревня | 385       | Высоковское сельское поселение   |
| 196 | Торопово                | деревня | 1         | Днепровское сельское поселение   |
| 197 | Тюхово                  | деревня | 12        | Извековское сельское поселение   |
| 198 | Усадище                 | деревня | 23        | Тёсовское сельское поселение     |
| 199 | Уследнево               | деревня | 0         | Днепровское сельское поселение   |
| 200 | Устиниха                | деревня | 14        | Днепровское сельское поселение   |
| 201 | Федьково                | деревня | 0         | Высоковское сельское поселение   |
| 202 | Харино                  | деревня | 3         | Извековское сельское поселение   |
| 203 | Хвощеватое              | деревня | 200       | Днепровское сельское поселение   |
| 204 | Холм                    | деревня | 25        | Извековское сельское поселение   |
| 205 | Хонюки                  | деревня | 0         | Днепровское сельское поселение   |
| 206 | Хохлово                 | деревня | 0         | Тёсовское сельское поселение     |
| 207 | Чаусово                 | деревня | 6         | Высоковское сельское поселение   |
| 208 | Чернецы                 | деревня | 10        | Новодугинское сельское поселение |
| 209 | Чиркино                 | деревня | 14        | Днепровское сельское поселение   |
| 210 | Чубарово                | деревня | 2         | Новодугинское сельское поселение |
| 211 | Шаулино                 | деревня | 4         | Высоковское сельское поселение   |
| 212 | Шевандино               | деревня | 17        | Днепровское сельское поселение   |
| 213 | Шелухино                | деревня | 0         | Днепровское сельское поселение   |
| 214 | Шилино                  | деревня | 8         | Тёсовское сельское поселение     |
| 215 | Щеголево                | деревня | 11        | Высоковское сельское поселение   |
| 216 | Яблонька                | деревня | 0         | Извековское сельское поселение   |
| 217 | Яблонька                | деревня | 0         | Тёсовское сельское поселение     |
| 218 | Якшино                  | деревня | 6         | Тёсовское сельское поселение     |

## Экономика
Основные отрасли сельскохозяйственного производства — растениеводство и животноводство.
Посевные площади под урожай 2007 года в хозяйствах всех категорий занимали 19 тыс. га, из них в сельскохозяйственных предприятиях — 17,4 тыс. га. Основными производителями зерна являются 4 предприятия: ФГУП «Племзавод Рассвет», ООО «Восток», ОАО «Русь», МУП «Хвощеватое».
На начало 2008 года в хозяйствах всех категорий имелось крупного рогатого скота 5224 голов, в том числе коров — 2696 голов. По сравнению с началом 2007 года произошло уменьшение поголовья КРС на 252 голов.

## Транспорт
Дорожная сеть представлена региональной автодорогой Р-134 «Смоленск — Вязьма — Зубцов». Расстояние от Гагарина до Смоленска-216 км.

## Культура
На территории района действует сеть культурно-досуговых и библиотечных учреждений. В августе 2018 года на территории района (в с. Новодугино) был открыт физкультурно-оздоровительный комплекс

## Достопримечательности
Разгромленные, разграбленные соотечественниками и фашистскими ордами церкви и усадебные постройки ещё и сейчас поражают красотой и величием, каждое строение уникально по своей архитектуре, ведь для их воздействия приглашались известные архитекторы, художники.
- В Липецах, в имении Н. А. Хомякова, ещё целы флигеля усадебного дворца, колодец, парк, церковь Преображения. Хомяковы принадлежали к богатому помещичьему дворянству. В прошлом Липецы и окружающие деревни принадлежали известному общественному деятелю, писателю, теоретику славянофильства Алексея Степановичу Хомякову. А ещё раньше, Липецы принадлежали Грибоедовым. В Липецах нигде это не увековечено.
- В Александрино, в имении Д. А. Лобанова-Ростовского уцелели усадебный дом, парк, пруды, церковь.
- А в Высоком — имении графа А. Д. Шереметьева, где главным управляющим был дворянин И. И. Дейбель, сохранились дворец, «дом старой графини», церковь, здание конезавода, молочная ферма, амбары.
- В Тесове тоже сохранились многие барские постройки, пруд, церковь.

## Люди, связанные с районом

### Герои Советского Союза
- Васильев, Анатолий Николаевич (деревня Захарово)
- Данилов, Алексей Ильич (деревня Коптево)
- Егоров, Василий Васильевич (деревня Подсево)
- Иванов, Николай Васильевич (деревня Юрково)
- Николаев, Василий Николаевич (деревня Воейково)
- Тырин, Георгий Михайлович (деревня Замошье)
- Иванов, Фёдор Иванович (деревня Леоново)

### Полные кавалеры ордена Славы
- Васильев, Михаил Васильевич (деревня Никольское)
- Пузырьков, Пётр Алексеевич (деревня Сычево)

### Герои Социалистического Труда
- Александров, Николай Александрович (деревня Александровское)
- Горланова, Зинаида Фёдоровна (деревня Бурцево)
- Ильина, Анна Ивановна (деревня Семенцово)
- Корочкин, Алексей Тимофеевич (деревня Каменец)
- Котов, Павел Григорьевич (деревня Матвейково)
- Морозов, Иван Васильевич (деревня Конное)

### Кавалеры ордена Ленина
- Аргунов, Николай Емельянович (село Куроши, ныне Днепровское сельское поселение)
- Кривулин, Абрам Моисеевич (деревня Чиркино)
- Соколов, Иван Александрович (деревня Мольгино)
- Стариков, Алексей Георгиевич[25] (деревня Кобылиха)